# Nordenfelt
Nordenfelt, skrivs även Nordenfeldt, är en ätt som adlades under 1700-talet, och som tidigare hette Norijn. Den 31 december 2013 var 117 personer med namnet Nordenfelt bosatta i Sverige. Det fanns vid denna tid ingen i Sverige med stavningen Nordenfeldt.

## Historik

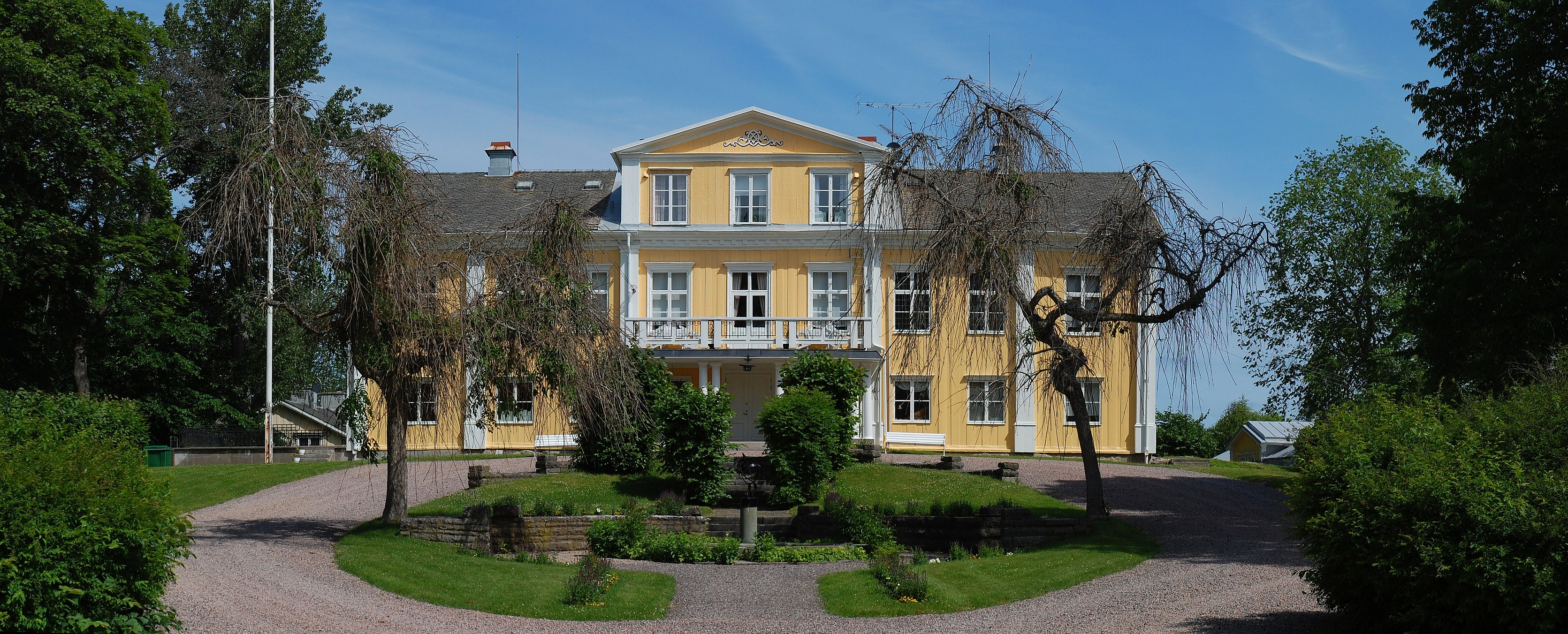
Björneborgs herrgård

Inom ätten ägdes i flera generationer Björneborgs bruk i nuvarande Kristinehamns kommun.
Stamfadern Johan Olofsson Norijn (1651–1695) var bergsfogde i Lekebergs och Karlskoga bergslager och arrenderade kort före sin död säteriet Frösvidal i Närke med tillhörande hamrar. Norijn var gift med Anna Grubb (1658–1732), dotter till bergsfogden Jöns Eriksson Grubb och Anna Persdotter Helsingia. De hade tre söner: Johan, Olof och Niclas.
Den äldste sonen, Johan Norijn (1676–1725), efterträdde sin far som bergsfogde, fick överkommissaries titel och övertog Frösvidals bruk, där han bland annat inrättade ett ammunitionsgjuteri, vilket försåg armén med bomber, granater och styckekulor. Han adlades 1719 med namnet Nordenfeldt (nr 1662). Han var gift med Catharina Elisabeth Petre, dotter till borgmästaren i Arboga Welam Petre och Margareta Höijer.
Sonen Olof Norijn (1677–1722) var bergsfogde i Värmlands bergslag och brukspatron på Mölnbacka i Värmland. På brodern Johans begären adopterades han på dennes adliga ätt 1720. Han var först gift med en syster till Catharina Elisabeth Petre men hon dog kort därefter (1710). Han var sedan gift med Constantia Fehman (1698–1766), som år 1715 födde sonen Johan (i Elgenstiernas Ättartavlor anges felaktigt att denne Johan var född i Olof Nordenfeldts första äktenskap). Constantia Fehman gifte om sig med överstelöjtnanten Michael Törne, adlad von Törne, hos vilka nämnde Johan växte upp.

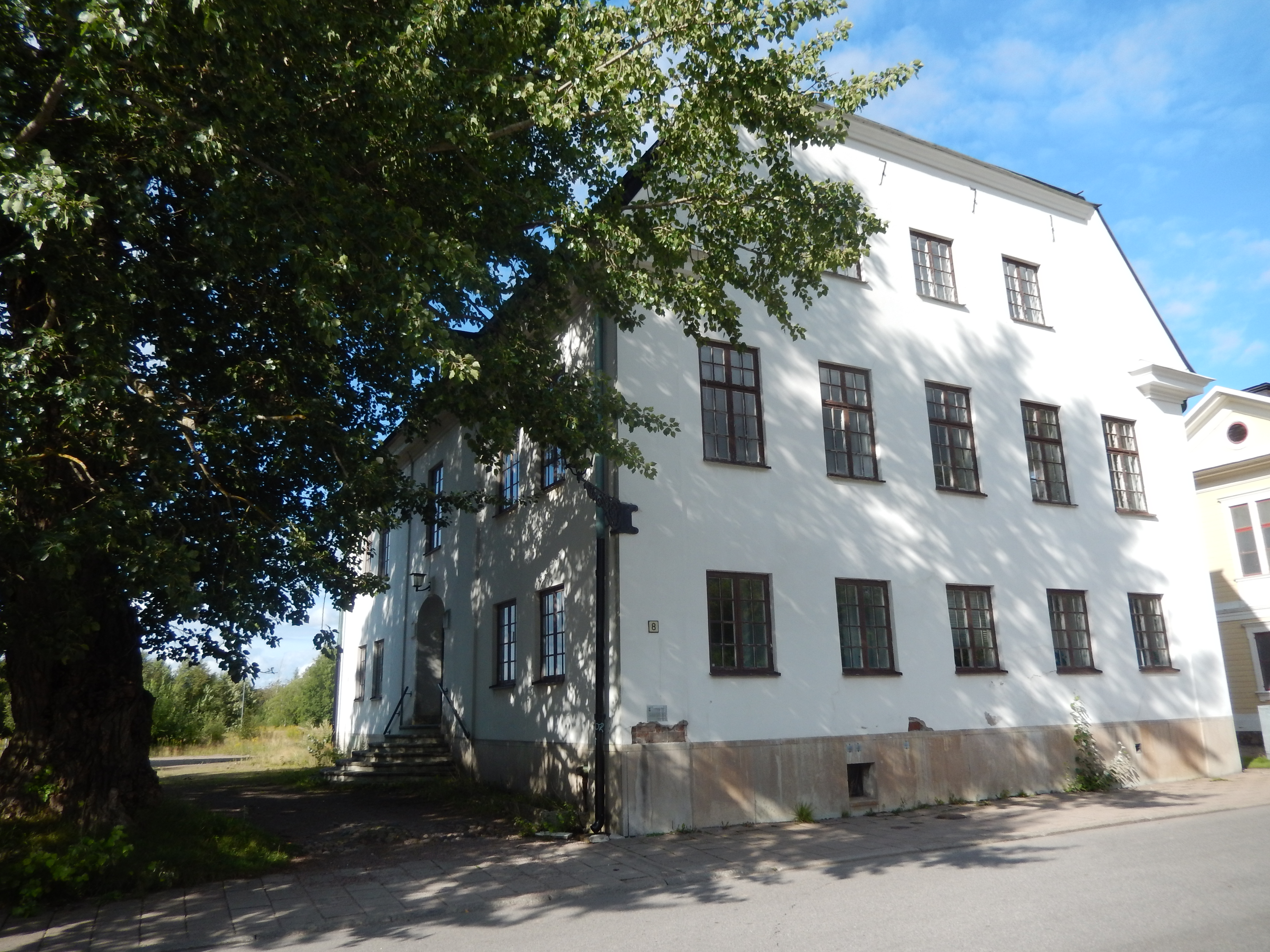
Nordenfeldtska huset i Kristinehamn.

Den tredje sonen Niclas Norijn (1684–1762) deltog som officer vid slaget vid Poltava 1709, var i rysk fångenskap till 1722, fick ett par år efter hemkomsten överstelöjtnants avsked och adlades 1727 med namnet Nordenswerd. Genom gifte med Anna Ekebohm (1695–1747) blev han ägare till Björneborgs bruk och Bro gård i Kristinehamn. Barnlös utsåg han ovannämnde brorson Johan Nordenfeldt till sin universalarvinge.

## Personer med efternamnet Nordenfelt eller Nordenfeldt
- Bertil Nordenfelt (1903–1998), tidningsman och idrottsledare
- Carl Nordenfelt (1837–1911), borgmästare och politiker
- Cecilia Nordenfelt (född 1946), jurist och ämbetsman
- Enar Nordenfelt (1798–1868), militär och ämbetsman
- Erik Nordenfelt (1938–2024), läkare och ämbetsman
- Eva Nordenfelt (1936–1995), cembalist
- Hugo Nordenfelt (1865–1922), militär
- Ivar Nordenfelt (1867–1944), sjömilitär
- Ivar Nordenfelt (född 1933), läkare
- Johan Nordenfelt (född 1939), diplomat
- Leonard Nordenfelt (1827–1900), militär och ämbetsman
- Maria Nordenfelt (1860–1941), slöjdpedagog
- Maria Charlotta Nordenfeldt (1800–1899), dagboksförfattare
- Olof Nordenfeldt (1790–1843), diplomat, kammarherre och bruksägare
- Olof Nordenfeldt (1826–1893), kammarherre, brukspatron och politiker
- Olof Nordenfelt (1902–1985), läkare
- Per Nordenfelt (1861–1941), företagsledare
- Per Nordenfelt (1906–1988), barnläkare
- Thorsten Nordenfelt (1842–1920), uppfinnare och industriman
- Torsten Nordenfelt (1901–1989), företagsledare
- Åke Nordenfelt (1847–1920), kapten, disponent och politiker